# 舟橋聖一顕彰青年文学賞
舟橋聖一顕彰青年文学賞（ふなはしせいいちけんしょうせいねんぶんがくしょう）は、滋賀県彦根市が主催する地方文学賞。1989年、全国の30歳までの青年を対象に文学の登竜門として募集を開始。
応募作品は小説・随筆・戯曲・評論。応募資格は、満13歳以上満30歳以下の青年であることと定められている。

## 選考委員
第34回（2022年）
- 佐藤洋二郎（作家）
- 藤沢周（作家）
- 増田みず子（作家）
- 富岡幸一郎（文芸評論家）

## 受賞者一覧
| 回(年)           | 賞       | 受賞者     | 受賞作                                         | 作品部門 |
| ---------------- | -------- | ---------- | ---------------------------------------------- | -------- |
| 第16回（2004年） | 最優秀賞 | 御田祐美子 | 「なめくじ共和国」                             | 不明     |
| 第16回（2004年） | 佳作     | 村上桃子   | 「ごみ箱の慟哭」                               | 不明     |
| 第17回（2005年） | 最優秀賞 | 松島那美   | 「お見合い」                                   | 不明     |
| 第17回（2005年） | 佳作     | 加藤敬尚   | 「藥箱」                                       | 不明     |
| 第18回（2006年） | 最優秀賞 | 細井麻奈美 | 「黄色いヘビ」                                 | 不明     |
| 第18回（2006年） | 佳作     | 小川真由子 | 「トマトの木」                                 | 不明     |
| 第19回（2007年） | 最優秀賞 | 小井戸早葉 | 「実存主義のネコ」                             | 不明     |
| 第19回（2007年） | 佳作     | 久保田大樹 | 「真夜中のホウコウ」                           | 不明     |
| 第20回（2008年） | 最優秀賞 | 河島光     | 「僕らの諸事情と、生理的な問題」               | 小説     |
| 第20回（2008年） | 佳作     | 小出まゆみ | 「冬がはじまる」                               | 小説     |
| 第21回（2009年） | 最優秀賞 | 冨士野督子 | 「虹待ち」                                     | 小説     |
| 第21回（2009年） | 佳作     | 漆原正雄   | 「棚子」                                       | 小説     |
| 第22回（2010年） | 最優秀賞 | 冨成東志   | 「ツール・ド・フランス」                       | 小説     |
| 第22回（2010年） | 佳作     | 松沢友実   | 「白い壁と、画家の妻」                         | 小説     |
| 第23回（2011年） | 最優秀賞 | 小川錬     | 「song for you」                               | 小説     |
| 第23回（2011年） | 佳作     | 山中佳織   | 「巡礼のふたり」                               | 小説     |
| 第24回（2012年） | 最優秀賞 | 額賀澪     | 「俺とマッ缶の行方」                           | 小説     |
| 第24回（2012年） | 佳作     | 松田公平   | 「リグレット」                                 | 小説     |
| 第25回（2013年)  | 最優秀賞 | 苅谷崇之   | 「山田と田中と」                               | 小説     |
| 第25回（2013年)  | 佳作     | 澤田石円   | 「まばたき」                                   | 小説     |
| 第26回（2014年） | 最優秀賞 | 林絵理沙   | 「ロシュフォールの舟」                         | 小説     |
| 第26回（2014年） | 佳作     | 岩井啓庫   | 「シャトーからの眺め」                         | 小説     |
| 第27回（2015年） | 最優秀賞 | 田中里咲   | 「海と舟」                                     | 小説     |
| 第27回（2015年） | 佳作     | 麻生水織   | 「桜の季節」                                   | 小説     |
| 第28回（2016年） | 最優秀賞 | 芝山元明   | 「青春ノチカラ」                               | 小説     |
| 第28回（2016年） | 佳作     | 小川七     | 「この恋の色は灰色」                           | 小説     |
| 第29回（2017年） | 最優秀賞 | 入倉直幹   | 「海岸通り」                                   | 小説     |
| 第29回（2017年） | 佳作     | 坂本如     | 「視線」                                       | 小説     |
| 第30回（2018年） | 最優秀賞 | 二嶋あおり | 「雨が洗う」                                   | 小説     |
| 第30回（2018年） | 佳作     | 須田俊輔   | 「母捨て」                                     | 小説     |
| 第31回（2019年)  | 最優秀賞 | 薛沙耶伽   | 「水槽と病室」                                 | 小説     |
| 第32回（2020年)  | 最優秀賞 | 福島優香里 | 「りぃちゃん」                                 | 小説     |
| 第33回（2021年)  | 最優秀賞 | 内村佳保   | 「七秒のユニゾン」                             | 小説     |
| 第34回（2022年)  | 最優秀賞 | 馬場広大   | 「順風満帆」                                   | 小説     |
| 第35回（2023年)  | 最優秀賞 | 吉田詩織   | 「バニラ、ストロベリー、それからチョコレート」 | 小説     |